# أنجيلا ماليستين
أنجيلا ماليستين (بالهولندية: Angela Malestein) مواليد 31 يناير 1993 في هولندا، هي لاعبة كرة يد هولندية تلعب كجناح أيمن. مثلت منتخب هولندا لكرة اليد للسيدات. شاركت في دورة الألعاب الأولمبية الصيفية سنة 2016. حققت المركز الثاني في بطولة العالم لكرة اليد للسيدات 2015.

## سجل المنافسة
شاركت في البطولات التالية:
- الألعاب الأولمبية الصيفية 2016
- بطولة العالم لكرة اليد للسيدات 2011
- بطولة العالم لكرة اليد للسيدات 2015
- بطولة أوروبا لكرة اليد للسيدات 2010
- بطولة أوروبا لكرة اليد للسيدات 2016

## الميداليات
| الميدالية | المسابقة                            |
| --------- | ----------------------------------- |
| فضية      | بطولة العالم لكرة اليد للسيدات 2015 |
| فضية      | بطولة أوروبا لكرة اليد للسيدات 2016 |

## روابط خارجية
- أنجيلا ماليستين على موقع الاتحاد الأوروبي لكرة اليد (الإنجليزية)
- أنجيلا ماليستين على موقع اللجنة الأولمبية الدولية (الإنجليزية)
- أنجيلا ماليستين على موقع أوليمبيديا (الإنجليزية)
- أنجيلا ماليستين على موقع تيم أن.أل (الهولندية)